# Partido Nacional Cristiano (Chile)
El Partido Nacional Cristiano fue uno de los tantos partidos que se formaron alrededor de la candidatura de Carlos Ibáñez del Campo en 1952.

## Historia
El partido fue creado en 1952 para agrupar a los conservadores "ibañistas" que se apartaron del Partido Conservador y adherían un programa basado en los principios social cristianos. Su primera directiva estuvo compuesta por Alberto Cumming (presidente), José Musalem Saffie y Raúl Rodríguez Lazo (vicepresidentes), y Ernesto Iturriaga Steck (secretario general).
En las elecciones parlamentarias de 1953, en las que se dio la campaña de "un parlamento para Ibáñez", el Partido Nacional Cristiano obtuvo cuatro diputados, entre los que se contaban los dirigentes mapuches Esteban Romero y José Cayupi por la zona de Temuco, Imperial, Pitrufquén y Villarrica. En esta presencia mapuche influyó el apoyo otorgado por el Partido Nacional Araucano, iniciativa de la Corporación Araucana, que de forma aislada obtuvo un escaso apoyo durante estas elecciones.
Ya en 1954 comenzaron las disensiones internas y el partido tuvo poca actividad. En 1957 el partido cambió su nombre a Partido Social Cristiano luego de unirse con un grupo de disidentes del Partido Conservador Social Cristiano que no aceptaron la fusión de éste con la Falange Nacional para formar el Partido Demócrata Cristiano. Dicho partido formó parte de la Alianza de Partidos y Fuerzas Populares, creada en noviembre de 1958, y posteriormente se incorporó al Partido Conservador Unido.

## Resultados electorales

### Elecciones parlamentarias
|  | 2,66 % |

|  | 0,56 % |

### Elecciones municipales
| Elección | Votos  | % de votos      | Regidores |
| -------- | ------ | --------------- | --------- |
| 1956     | 1408   | \| \| 0,21 % \| | 0/1552    |
|          | 0,21 % |                 |           |